# Каменицький Врховець
Каменицький Врховець (хорв. Kamenički Vrhovec) — населений пункт у Хорватії, у Вараждинській жупанії у складі міста Лепоглава.

## Населення
Населення за даними перепису 2011 року становило 205 осіб.
Динаміка чисельності населення поселення:

## Клімат
Середня річна температура становить 9,94 °C, середня максимальна — 24,15 °C, а середня мінімальна — -6,44 °C. Середня річна кількість опадів — 1010 мм.
| Клімат поселення                              | Клімат поселення | Клімат поселення | Клімат поселення | Клімат поселення | Клімат поселення | Клімат поселення | Клімат поселення | Клімат поселення | Клімат поселення | Клімат поселення | Клімат поселення | Клімат поселення | Клімат поселення |
| Показник                                      | Січ.             | Лют.             | Бер.             | Квіт.            | Трав.            | Черв.            | Лип.             | Серп.            | Вер.             | Жовт.            | Лист.            | Груд.            |                  |
| Середній максимум, °C                         | 5,74             | 7,60             | 11,86            | 16,03            | 20,99            | 24,15            | 23,48            | 22,80            | 18,87            | 13,74            | 8,15             | 4,50             |                  |
| Середня температура, °C                       | −0,34            | 1,49             | 5,77             | 9,92             | 14,90            | 18,06            | 19,80            | 19,13            | 15,20            | 10,07            | 4,48             | 0,82             |                  |
| Середній мінімум, °C                          | −6,44            | −4,62            | −0,34            | 3,84             | 8,79             | 11,94            | 16,13            | 15,46            | 11,53            | 6,39             | 0,82             | −2,85            |                  |
| Норма опадів, мм                              | 47               | 51               | 70               | 78               | 87               | 119              | 102              | 100              | 94               | 98               | 94               | 70               |                  |
| Середньомісячна швидкість вітру, м/с          | 1.80             | 2.00             | 2.40             | 2.40             | 2.22             | 2.00             | 1.90             | 1.74             | 1.74             | 1.80             | 1.90             | 1.90             |                  |
| Середньомісячна сонячна радіація, кДж/м²·день | 4093             | 6820             | 10501            | 14824            | 18820            | 20605            | 21315            | 18606            | 13761            | 8596             | 4601             | 3262             |                  |
| --------------------------------------------- | ---------------- | ---------------- | ---------------- | ---------------- | ---------------- | ---------------- | ---------------- | ---------------- | ---------------- | ---------------- | ---------------- | ---------------- | ---------------- |
| Джерело:                                      |                  |                  |                  |                  |                  |                  |                  |                  |                  |                  |                  |                  |                  |